# Convertisseur à pompe de charge
Les convertisseurs à pompe de charge (de la traduction de l'anglais Charge Pump Converter) ou convertisseur à transfert de charge font partie de la famille des convertisseurs continu -continu de l'électronique de puissance.
Ce sont des dispositifs réalisant des changements de connexion très rapides entre des condensateurs afin d’obtenir en sortie une tension différente de celle de l’entrée. Ils sont utilisés dans le domaine des faibles puissances (quelques watts).

Exemple :
La figure ci-dessous représente le principe d’un montage qui, en basculant des états 1 à 2 et réciproquement, avec un rapport cyclique de 0,5 permet de diviser la tension VE par 2. Si on intervertit VS et VE, on obtient un doubleur de tension.
Ce type de convertisseur ne peut fournir en sortie qu'une tension égale à une fraction simple de la tension d'entrée :
VS = K . VE, avec K = 1/2 ; 1/3 ; 2/3 ; 3/2 ; 2/1 , ...